# Inger Lindman
Inger Lindman, född 30 november 1923 i Esbo, död 30 oktober 2010 i Helsingfors, var en finländsk journalist. 
Lindman, som var dotter till inspektören Carl Otto Engström och Inez Alfrida Olin, blev student 1942 och studerade vid Helsingfors universitet 1942–1944. Hon företog studieresor till Storbritannien, Tyskland och Skandinavien. Hon var medarbetare vid Hufvudstadsbladet 1944–1945, därefter vid Nya Pressen och återvände vid nedläggningen av sistnämnda tidning till Hufvudstadsbladet, där hon stannade till pensioneringen 1984. Hon ingick 1948 äktenskap med redaktionschef, filosofie magister Karl Gustaf Lindman.